# Det Norske Baptistsamfunn
Det Norske Baptistsamfunn (DNB) är en nationell sammanslutning av norska baptistförsamlingar för att främja mission, utbildning och andra typer av samarbete.

## Bakgrund
Enoch Richard Haftorsen Svee, en ung norrman stöttad av amerikanska baptister, kom tillbaka till Norge 1842 för att missionera där, men inga församlingar blev grundade under hans livstid. 
Den första baptistförsamlingen i Norge grundades 1860 av missionär Frederick Ludvig Rymker (en före detta dansk sjöman), i Skien. 
I samma stad hade Gustav Adolph Lammers fyra år tidigare bildat Norges första friförsamling.
Baptistförsamlingarna organiserade sig distriktsvis, i södra delen av landet 1872, i nord och väst 1877. 13 representanter från åtta församlingar möttes 1878 och bildade Den Norske Baptist-Union (senare Det Norske Baptistsamfunn (DNB)). 
The Baptist Missionary Society of England stöttade arbetet i Norge, från början med Rymker, till 1892. Då stödet upphörde, bad norrmännen om hjälp och fick det från American Baptist Missionary Union. Baptisterna i Norge etablerade ett teologiskt seminarium 1910, ungdomsförbundet Norske Baptisters Barne- og Ungdomsforbund (NBUF) år 1922, och Holtekilen Folkehøgskole 1958.

## Organisation
DNB är medlem av Europeiska Baptistfederationen och Baptisternas Världsallians. Enligt samfundets officiella webbplats är nuvarande medlemsantal (2003) 4971 juridiska medlemmar (döpte + barn) i 69 församlingar. Två församlingar som inte är med i DNB, med 75 medlemmar, samarbetar med Association of Baptists for World Evangelism.
Baptistsamfundet är organiserat så att varje församling har en hög grad av inre självstyre. Varje församling kan ta egna beslut på många områden. Man kan bara bli medlem av samfundet genom att tillhöra en lokal församling. Varjr församling väljer själva sitt eget ledarskap. Samtidigt har alla församlingar ett intimt samarbete. Baptistsamfundet kan utesluta församlingar.

## Lära
Baptistsamfundet har inte antagit någon egen Trosbekännelse. De håller fast vid Bibeln som rättesnöre för en persons tro och liv. De delar de de fornkyrkliga trosbekännelserna, som Nicaenska trosbekännelsen och Apostoliska trosbekännelsen. De håller sig till reformationens principer för frälsning som formulerades polemiskt "nåden alena" och "tron alena". Baptisterna menar att dopet ska ske efter en persons egen önskan och egna bekännelse. 